# Квемо-Квишиани
Квемо-Квишиани (груз. ქვემო ქვიშიანი) — село в Грузии, на территории Гардабанского муниципалитета края (мхаре) Квемо-Картли.

## География
Село находится в юго-восточной части Грузии, к востоку от Тбилисского водохранилища, на расстоянии приблизительно 35 километров (по прямой) к северо-западу от города Гардабани, административного центра муниципалитета. Абсолютная высота — 861 метр над уровнем моря.

## Население
По результатам официальной переписи населения 2014 года в Квемо-Квишиани проживало 23 человека (9 мужчин и 14 женщин). В национальной структуре населения грузины составляли 73,9 %, езиды — 22 %.